# Over Each Other
Over Each Other (englisch für Übereinander hinweg) ist ein Lied der US-amerikanischen Alternative-Rock-Band Linkin Park, das im Oktober 2024 erschien.

## Entstehung und Veröffentlichung
Geschrieben wurde das Lied gemeinsam von den Linkin-Park-Mitgliedern Emily Armstrong, Colin Brittain, Brad Delson, Dave Farrell, Joe Hahn und Mike Shinoda, mit der Unterstützung von Jon Green und Matias Mora. Shinoda zeichnete zudem auch für die Produktion verantwortlich.
Die Erstveröffentlichung von Over Each Other erfolgte als Single am 24. Oktober 2024 bei Warner Music. Diese erschien als digitaler Einzeltrack zum Download und Streaming (Katalognummer: 0054391243027). Das Lied war bereits in der Woche zuvor angekündigt worden. Am 15. November 2024 erschien das Lied als Teil von Linkin Parks achten Studioalbum From Zero (Katalognummer: 009362483984), dessen zweite Singleauskopplung es ist.

## Musik und Inhalt
Im Gegensatz zu den beiden bereits zuvor veröffentlichten Singles The Emptiness Machine und Heavy Is the Crown (je September 2024) aus From Zero hat Shinoda keinerlei Anteile am Gesang, diesen übernimmt zum ersten Mal vollständig die neue Sängerin Armstrong. Das Lied wird zudem als im Vergleich deutlich ruhiger beschrieben und enthält weder Rap-, noch Metal-Elemente.
Thematisch geht es im Lied um das Scheitern der Kommunikation in einer Beziehung („All we are is talkin’ / Over each other“), die auf einem instabilen Fundament gebaut ist („skyscrapers we created on shaky ground“). Das lyrische Ich bringt seine Frustration darüber zum Ausdruck, dass es sich in der Beziehung nicht frei äußern kann („You won’t let me breathe / And I’m not ever right“).

## Musikvideo
Regisseur des Musikvideos ist der DJ der Gruppe, Joe Hahn. Gedreht und aufgenommen wurde das Musikvideo in Seoul, Südkorea. Hahn, dessen Eltern selber aus Korea stammen, schrieb auf Instagram: „Es war ein Traum von mir, eines Tages bei einem Projekt in Korea Regie zu führen und das ist passiert!“
Zu Beginn des Videos sieht man, wie Emily Armstrong aus einem verunglückten Auto klettert, in dem sich eine andere regungslose Frau befindet. Die nächste Szene zeigt, wie die beiden zuvor fröhlich ein Haus betreten, sich jedoch anfangen heftig zu streiten, woraufhin beide in ein Auto einsteigen. Die Handlung springt zurück zum Anfang, es folgen Szenen, wie die bewusstlose Frau von Einsatzkräften aus dem Unfallauto getragen wird, diese können sie erfolgreich unter Anwesenheit von Emily Armstrong reanimieren. Zum Schluss ist zu sehen, wie die reanimierte Frau an der leblos auf dem Boden liegenden Armstrong vorbei in einen Krankenwagen getragen wird.

## Chartplatzierungen
| ChartsChartplatzierungen            | Höchstplatzierung | Wochen |
| ----------------------------------- | ----------------- | ------ |
| Deutschland (GfK)                   | 11 (6 Wo.)        | 6      |
| Österreich (Ö3)                     | 9 (3 Wo.)         | 3      |
| Schweiz (IFPI)                      | 15 (1 Wo.)        | 1      |
| Vereinigte Staaten (Billboard Rock) | 24 (… Wo.)        | …      |
| Vereinigtes Königreich (OCC)        | 57 (2 Wo.)        | 2      |